# Pista ciclabile Treviso-Ostiglia
La pista ciclabile Treviso-Ostiglia è un percorso ciclo-pedonale tra Treviso e Ostiglia che segue in gran parte il sedime della ferrovia Ostiglia-Treviso. Il percorso è attualmente completato tra Treviso e Cologna Veneta per circa 82 km, rispetto ai 118 km totali dello storico tracciato ferroviario. Il completamento dell'intero tracciato è previsto entro il 2025.

## Storia
Il progetto della ciclabile, nato successivamente alla dismissione della ferrovia, è stato sostenuto dall'interessamento della FIAB e da svariati comitati a favore del progetto, nati nei luoghi interessati dal passaggio della ciclabile.
Ad aprile 2025 il percorso risulta realizzato per circa 82 dei 118 km totali previsti, nel tratto compreso tra la città di Treviso e il comune di Cologna Veneta, in provincia di Verona: la restante parte del tracciato, di circa 30 km, è in realizzazione.
Ad aprile 2018 è stato consegnato dall'amministrazione di Grisignano di Zocco (provincia di Vicenza) il tratto che collega la frazione di Poiana di Granfion, dello stesso comune, con il comune di Montegalda, in provincia di Vicenza.
Ad aprile 2019 è stato completato il tratto iniziale, soprannominato "ultimo miglio" tra Treviso e Quinto di Treviso, mentre a giugno 2021 è stato ufficialmente inaugurato il tratto tra Grisignano di Zocco e Montegalda.
Con l'inaugurazione di un tratto di 30 km tra Montegalda e Cologna Veneta, avvenuta nell'agosto 2024, la pista risulta percorribile per circa 82 km da Treviso a Cologna Veneta. Il 4 aprile 2025 è stato aperto l'ex ponte ferroviario sul fiume Guà, che ha reso più agevole e diretto l'ingresso a Cologna Veneta.
I lavori per il recupero del restante tratto veneto di circa 30 km tra Cologna Veneta e Casaleone sono iniziati venerdì 8 marzo 2024: la loro conclusione è prevista nel corso del 2025. Il recupero del restante tratto di circa 6 km nel comune di Ostiglia non è ancora iniziato; nel 2024, tuttavia, sono stati stanziati 3,2 milioni di euro per completare il tratto entro il 2026.
La pista ciclabile è stata realizzata grazie a fondi regionali e fondi europei.

## Collegamento con altri percorsi ciclabili e pedonali
A Loreggia la  pista ciclabile, in corrispondenza del fiume Muson dei Sassi, si interseca con il percorso ciclo-pedonale sui sentieri degli Ezzelini tra Asolo e Padova, seguendo in buona parte il corso del fiume a carattere torrentizio. Questo percorso, verso Padova, coincide per buona parte con l'itinerario denominato "l'ultimo cammino di Sant'Antonio", pellegrinaggio da Camposampiero a Padova, che ripercorre i principali luoghi della vita del santo.
A Piazzola sul Brenta incrocia il percorso ciclopedonale del Brenta che sulla sponda destra del fiume Brenta va da Limena a Nove.
A Poiana di Granfion si collega con il percorso cicloturistico della Media Pianura Vicentina.
A Treviso e Quinto di Treviso si collega con il percorso ciclabile GiraSile, che attraversa il parco naturale regionale del fiume Sile su un percorso di 90 km tra Casacorba (comune di Vedelago) e Jesolo attraversando Treviso, Casale sul Sile e Portegrandi, affacciandosi sulla laguna di Venezia nel tratto finale.

## Aree naturalistiche attraversate
A Santa Cristina la pista ciclabile lambisce l'area dell'oasi di Cervara.
A Badoere, nel comune di Morgano la pista ciclabile passa a sud dell'area naturalistica delle sorgenti del fiume Sile.
A Loreggia viene intersecato il corso del fiume Muson dei Sassi.
A Piazzola sul Brenta, città della provincia di Padova con una caratteristica piazza, viene intersecato il corso del fiume Brenta su un nuovo ponte ciclopedonale, aperto nell'ottobre 2017.

## Tracciato
| Da                               | A                        | km | Progressivo | Fondo                             | Inaugurazione     | note |
| Treviso                          | Treviso (zona aeroporto) | 3  | 3           | asfalto/ghiaia                    | 20 aprile 2019    | realizzato e percorribile |
| Treviso (zona aeroporto)         | Quinto di Treviso        | 3  | 6           | ghiaia                            | 21 settembre 2013 | realizzato e percorribile |
| Quinto di Treviso                | Badoere                  | 10 | 16          | ghiaino                           | 2005              | realizzato e percorribile |
| Badoere                          | Camposampiero            | 10 | 26          | asfalto                           | 20 ottobre 2012   | realizzato e percorribile |
| attraversamento di Camposampiero |                          | 2  | 28          | strade comunali (asfalto/ghiaino) | 20 ottobre 2012   | realizzato e percorribile |
| Camposampiero                    | Pieve di Curtarolo       | 10 | 38          | asfalto                           | 5 ottobre 2013    | realizzato e percorribile |
| Pieve di Curtarolo               | Piazzola sul Brenta      | 5  | 43          | asfalto                           | 5 ottobre 2013    | realizzato e percorribile |
| Piazzola sul Brenta              | Grisignano di Zocco      | 10 | 53          | asfalto                           | primavera 2018    | realizzato e percorribile |
| Grisignano di Zocco              | Barbarano Vicentino      | 17 | 65          | asfalto                           | 8 agosto 2024     | realizzato e percorribile |
| Barbarano Vicentino              | Cologna Veneta           | 17 | 82          | asfalto                           | 8 agosto 2024     | realizzato e percorribile |
| Cologna Veneta                   | Legnago                  | 15 | 97          | in costruzione                    | ...               | in costruzione |
| Legnago                          | Ostiglia                 | 20 | 118         | da realizzare                     | ...               | in costruzione il tratto fino a Casaleone; Il tratto di circa 6 km nel comune di Ostiglia è stato finanziato ma non sono ancora iniziate le attività di recupero |